# Shelley Moore Capito
Shelley Wellons Moore Capito (Glen Dale, 26 de novembro de 1953) é uma política e servidora pública e senadora dos Estados Unidos pela Virgínia Ocidental e membro do Partido Republicano.